# 마달레나 요아오
마달레나 요아오(체코어: Madalena Joao, 1983년 7월 1일 ~ )는 체코의 배우이다.